# Zagaakwaandagowininiwag
Sugwaundugahwininewug (ili Zagaakwaandagowininiwag = men of the Thick Fir-Woods; Bois Forte Band of Chippewa), prema Warrenu jedna od deset glavnih skupina Ojibwa Indijanaca koji su nekad bili nastanjeni sjeverno od jezera Superior u Ontariju, Kanada, uključujući i područje današnjeg nacionalnog parka Voyageurs.
Zagaakwaandagowininiwag danas žive na rezervatima Ontarija i Minnesote podijeljeni na najmanje 4 bande. 
Naselja: Asabikone-zaaga’iganiing (Nett Lake) i Onamanii-zaaga’iganiing (Vermilion Lake), oba u Minnesoti

## Vanjske poveznice
- People of the Thick Fir Woods